# Roitzsch (Trossin)
Roitzsch ist ein Ortsteil der Gemeinde Trossin im sächsischen Landkreis Nordsachsen.

## Lage
Roitzsch liegt mit mehr als drei Vierteln seiner Gemarkung umrahmt von Wäldern der Dübener Heide nördlich der Heide. Sie waren ab 1930 in Richtung Elsnig und Vogelgesang Verstecke der Munitionsfabrik WASAG-Elsnig und sie sind heute noch Sperrgebiet wegen vorhandener Rüstungs-Altlasten. Sowohl über die Bundesstraße 183 als auch über die Bundesstraße 182 ist der Ortsteil zu erreichen.

## Geschichte

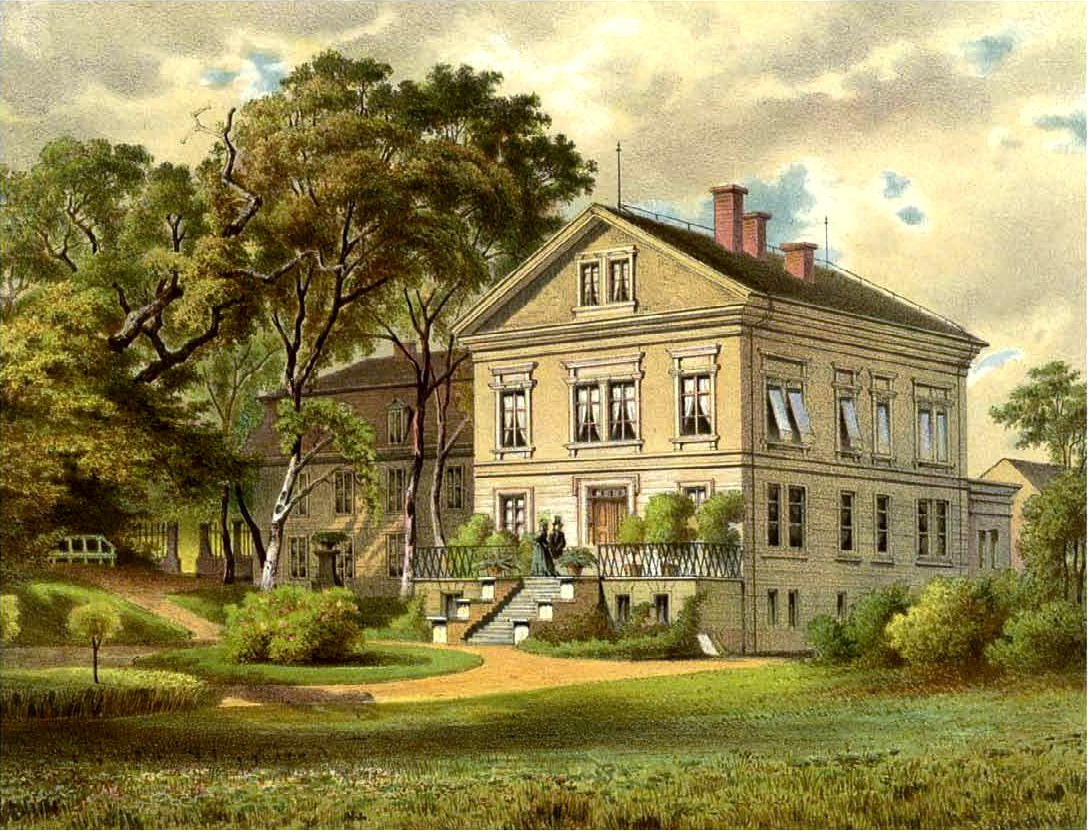
Rittergut Roitzsch um 1871/73, Sammlung Alexander Duncker

Das Gassengruppendorf wurde 1223 erstmals als Rodhewicz urkundlich genannt. 1529 nannte man es Roetzsch und 1791 schon Roitzsch. 
Das Dorf zählte im Jahr 1551 zwölf besessene Mann, 14 Gärtner und 20 Inwohner und verfügte über 32 Hufen Land. Ab 1696 bestand hier ein Rittergut, zunächst in der Hand der Familie von Heynitz, dann des Gottlob Vitzthum von Eickstädt. Ihm folgte, aus dem Briefadel stammend, Theodor August Freiherr von Hohenthal sowie die uradelige Familie der Freiherren von Ende. Dann gelang die Besitzung in bürgerliche Hände; Amtsrat Diederichs, ab 1848 Reinhard Grobe. Die Familie Grobe behielt das Gut vier Generationen, bis Marie Grobe, um 1920. Unter der Grundherrschaft des jeweiligen Gutsherrn stand ab 1747 auch das frühere Amtsdorf. In der Zeit Mitte des 18. Jahrhunderts war die Bevölkerung auf 14 besessene Mann, 221 Gärtner und 5 Häusler gewachsen. Bis zum Wiener Kongress gehörte das Dorf zum kursächsischen Amt Torgau, dann ab 1816 zum Kreis Torgau in der preußischen Provinz Sachsen. 
Die Einwohnerzahl betrug 1818 bereits 417, nach dem Zweiten Weltkrieg erreichte sie 1946 einen Höhepunkt bei 877. Das Gut wurde nach 1945 enteignet. Seither ist die Bevölkerung rückläufig. Roitzsch wurde 1974 als Ortsteil nach Trossin eingemeindet. Nach der Wende wurde die Agrargenossenschaft e.G. Roitzsch-Trossin gegründet. Im 2012 wohnten 450 Einwohner im Ortsteil Roitzsch.

## Sonstiges
- Der in der Gemarkung liegende Zadlitzbruch ist ein Naturschutzgebiet.
- Der 1957 erbaute Funkturm ist der höchste Punkt der Umgegend.